# Equmeniakyrkan Rimforsa
Equmeniakyrkan Rimforsa, tidigare Rimforsa missionsförsamling, är en frikyrklig församling i Rimforsa. Församlingen tillhör Equmeniakyrkan. Under tiden som Rimforsa missionsförsamling tillhörde den och var en del av Svenska Missionsförbundet. 

## Historia
De frikyrkliga rörelserna i Kinda har sina rötter i en pietistisk väckelse inom Svenska kyrkan under 1700- och 1800-talen. Denna rörelse strävade efter en evangelisk förnyelse inom kyrkan och spreds till Kinda genom Östra Smålands Missionsförening och Evangeliska Fosterlandsstiftelsen. Väckelsen fördes vidare av präster, kolportörer och enskilda personer. Det är från denna rörelse som Rimforsa Missionsförsamling har sitt ursprung.

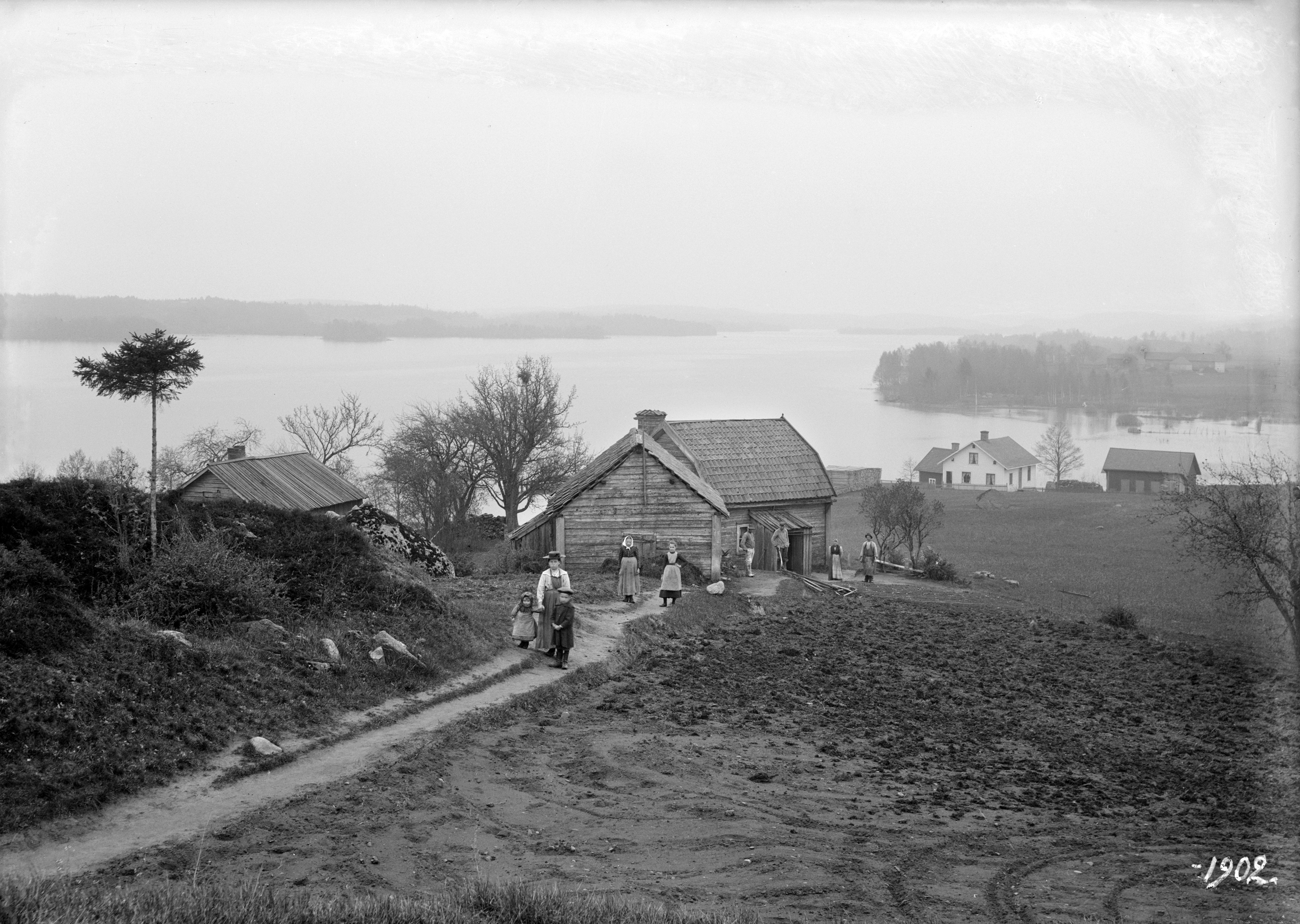
Vy från Högabacken 1902. I bakgrunden ligger det vitrappade Tävelstad missionshus.

### 1891 - 1926 Tävelstads Missionsförening
1891 hölls en missionsauktion i Klasbo (en byggnad i Rimforsa) där en missionsförening bestående av nio personer bildades. Denna antog namnet Tävelstads Missionsförening. En tomt vid Åsunden förhyrdes av N J Johansson, Tävelstad, och 1894 byggdes där missionshuset, kallat Missionshyddan. Tomten kom senare att skänkas till missionsföreningen.
Timret till byggnaden transporterades sjövägen från Tjustad i Västra Eneby. En gammal loge som skulle rivas köptes för 190 kronor och användes som byggnadsmaterial. När missionshuset stod färdigt uppgick den totala kostnaden till 1 920 kronor, exklusive allt frivilligt arbete som lades ner.
Missionshuset innehöll en stor samlingssal samt en bostadslägenhet för vaktmästaren, bestående av ett rum och kök. På övre våningen fanns ett litet rum och ett vindskontor. På tomten uppfördes även ett mindre uthus.
I det lilla missionshuset bedrevs en livlig verksamhet. Resepredikanter var ofta på besök, och på 1920-talet hade medlemsantalet i missionsföreningen ökat till cirka 50 personer. Barn- och ungdomsverksamheten växte också, vilket gjorde lokalen trångbodd. Fyra olika klasser med söndagsskolebarn fick undervisas samtidigt i samma rum. Allt detta resulterade i att församlingen behövde en ny lokal, Rimforsa Missionskyrka. Läs mer om byggnationen och byggnaden i ett eget avsnitt.

## Kyrkobyggnaden
I april 1926 hade församlingen växt ur missionshuset på Tävelstad och ett beslut fattades att ett nytt missionshus skulle byggas och att det skulle stå färdigt samma år. En tomt, som senare skulle komma att skänkas, inköptes och när ritningarna var färdiga kunde byggnationen påbörjas. Tack vare många frivilliga arbetstimmar, bland annat 132 kördagsverken med parhästar och 40 dagsverken med enbetshästar, och 400 skänkta timmerträd gick arbetet i snabb takt och kyrkan stod färdig till vintern 1926. Kyrkan invigdes på julottan 1926. Förutom frivilligt arbete hade kostnaden då uppgått till 41 000 svenska kronor vilket motsvarar 1 347 944 svenska kronor år 2024 mätt med konsumentprisindex.
Kyrkan i sitt ursprungliga uppförande bestod av en stor kyrksal med läktare samt en mindre sal. Tillsammans kunde de husera 300 personer till gudstjänst. Utöver detta fanns även församlingskök, vaktmästarbostad på första våningen och på andra våningen inreddes en lägenhet avsedd som tjänstebostad till församlingens pastor. På källarplanet fanns plats för vedförråd, matkällare och tvättstuga.
På grund av den växande ungdomsverksamheten inom församlingen så ökade behovet av ändamålsenliga lokaler. Utöver detta så var även församlingen i behov av en större församlingssal. I syfte att tillgodose församlingen med dessa behov så beslutade församlingen under 1980-talet att bygga ut kyrkan på dess västra sida. Tack vare många ideella arbetstimmar från församlingsmedlemmar så stod lokalen klar och kunde invigas 1:a advent 1989.
Mellan 1987 och 2024 har Kinda kommun regelbundet hyrt lokalerna på markplanet för förskola, fritids och öppen förskola.

## Namnbyte
2011 beslutade Svenska Baptistsamfundet, Metodistkyrkan och Svenska Missionsförbundet att bilda ett nytt gemensamt samfund som senare fick namnet Equmeniakyrkan. Rimforsa missionsförsamling blev därmed en del av det nya samfundet. Vid årsmötet 2020 beslutade församlingen att byta namn från Rimforsa missionsförsamling till Equmeniakyrkan Rimforsa för att tydligare spegla tillhörigheten till Equmeniakyrkan.

## Kyrkans orgel
Kyrkans orgel är en piporgel från 1926 som ursprungligen stod i Ulrika kyrka i Östergötland, byggd av Åkerman & Lunds Nya Orgelfabriks AB, Sundbyberg. Rimforsa missionsförsamling köpte den 1970, och i samband med detta togs det ursprungliga svällverket bort. Orgeln hade då pneumatisk traktur och registratur. Orgelbyggare Gunnar Carlsson från Borlänge renoverade och omdisponerade orgeln 1988, då båda manualverken byggdes in i svällverket.
| Manual I            | Manual II         | Pedal                               | Koppel           |
| Borduna 16'         | Rörflöjt 8'       | Subbas 16' (transm. fr Borduna 16') | I/P              |
| Principal 8'        | Salicional 8'     | Borduna 8' (transm. fr. manual I)   | II/P             |
| Flûte harmonique 8' | Voix céleste 8'   |                                     | II/I             |
| Borduna 8'          | Ekoflöjt 4'       |                                     | 4' I/I           |
| Gamba 8'            | Blockflöjt 2'     |                                     | 16' II/II        |
| Oktava 4'           |                   |                                     |                  |
| Oktava 2'           |                   |                                     |                  |
| Crescendosvällare   | Crescendosvällare | Fasta komb. P, Mf, F, T             | Registersvällare |